# Labropsis
Labropsis is een geslacht van straalvinnige vissen uit de familie van lipvissen (Labridae). Het geslacht is voor het eerst wetenschappelijk beschreven in 1930 door Schmidt.

## Soorten
- Labropsis alleni Randall, 1981
- Labropsis australis Randall, 1981
- Labropsis manabei Schmidt, 1931
- Labropsis micronesica Randall, 1981
- Labropsis polynesica Randall, 1981
- Labropsis xanthonota Randall, 1981